# Cyrtopogon inversus
Cyrtopogon inversus är en tvåvingeart som beskrevs av Charles Howard Curran 1923. Cyrtopogon inversus ingår i släktet Cyrtopogon och familjen rovflugor. Inga underarter finns listade i Catalogue of Life.